# Porte-bagages

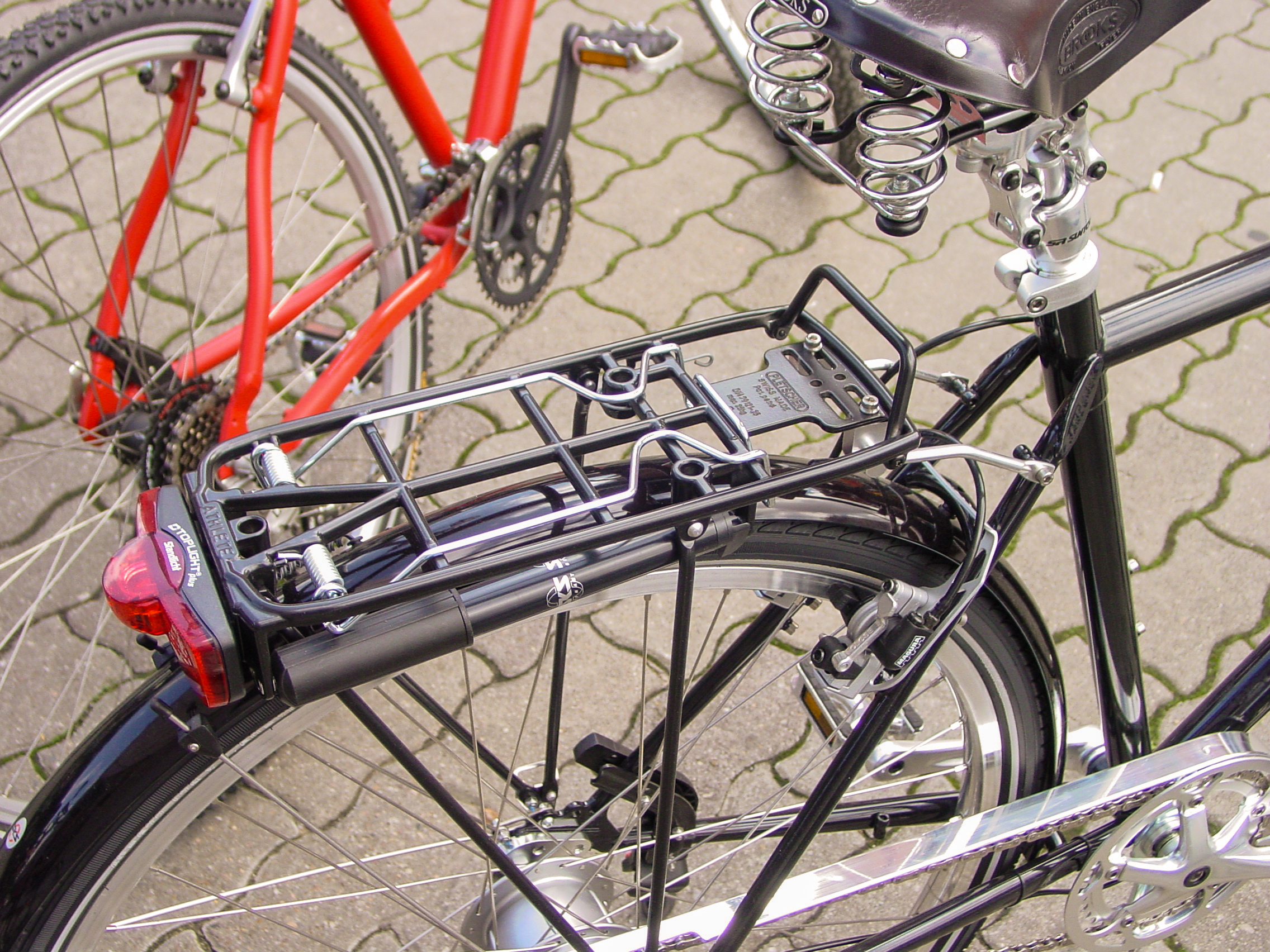
Porte-bagages arrière de vélo

Un porte-bagages, ou porte-bagage, est une structure permettant de transporter des objets avec un véhicule.
Il s'agit d'une structure, le plus souvent métallique, composée d'un entrecroisement de barres, fixée au véhicule, et formant un plateau de chargement, ainsi qu'un moyen de fixation d'attaches pour les bagages (généralement au moyen de tendeurs, sangles ou sandows).
Ces structures peuvent prendre place à l'arrière ou à l'avant des motocyclettes ou vélos.

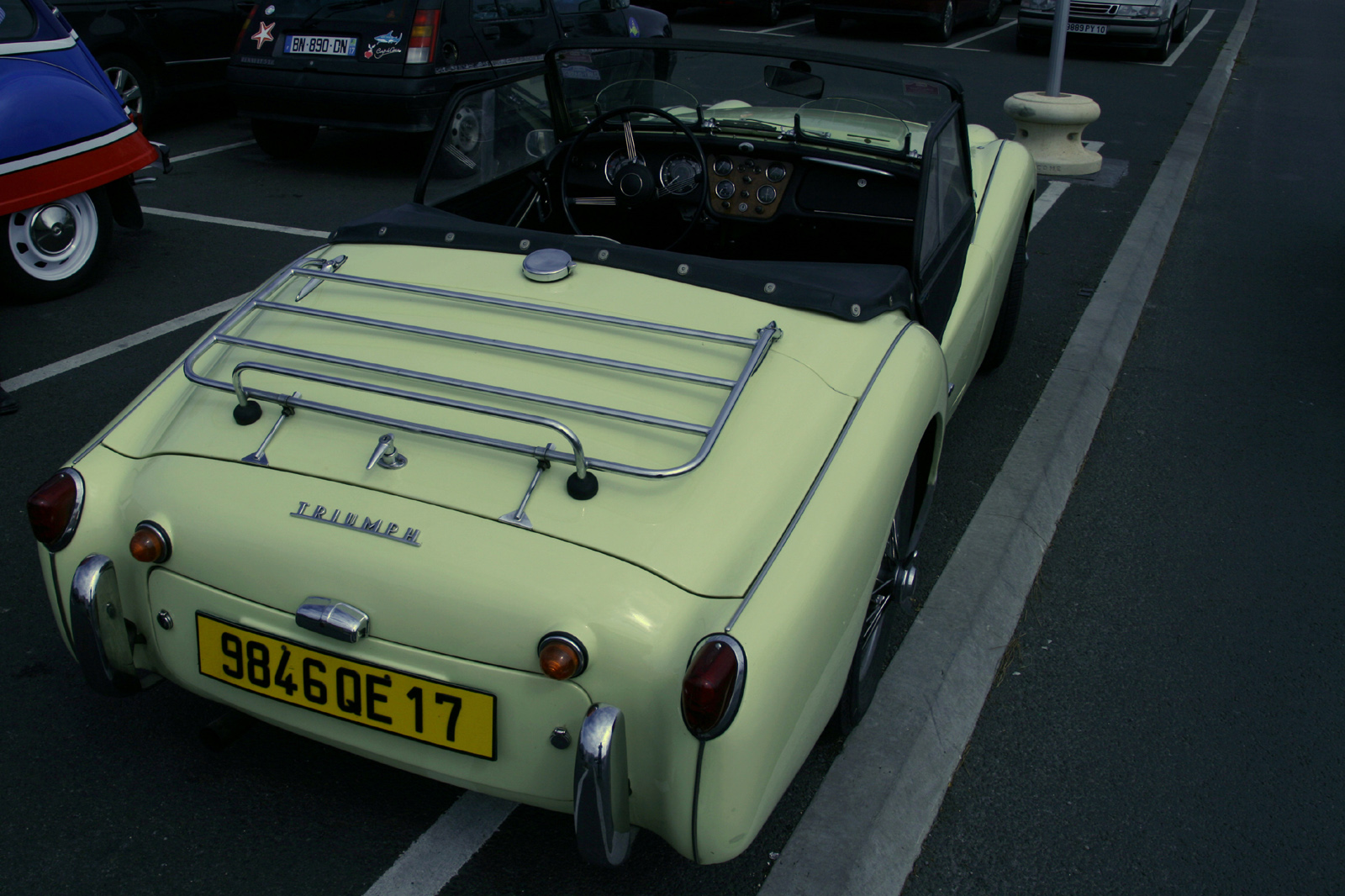
Porte-bagages de type « véronique » installé sur le coffre d'une Triumph TR3

Sur les automobiles, elles peuvent être montées sur le toit (et dans ce cas, généralement appelées galeries), ou sur le coffre arrière (où elles sont parfois appelées véroniques).